# Roser Coscolla i Ferrer
Pour les articles homonymes, voir Ferrer.
Roser Coscolla i Ferrer, connue sous le pseudonyme de Frèsia, née à Barcelone en 1903 et morte à Granollers en 1991, est une actrice espagnole.

## Biographie
Roser décidé très tôt d'intégrer le monde du théâtre. Parmi ses professeurs, on retrouve Adrià Gual et Enric Giménez. Elle rejoint la troupe d'Enric Borràs, comme les comédiennes Maria Morera et Emília Baró. Durant quarante ans, elle est professeure à l'Institut del Teatre. Elle est l'une des figures du Teatre Romea de Barcelone.